# Salpis mutabilis
Salpis mutabilis är en fjärilsart som beskrevs av Frederick H. Rindge 1971. Salpis mutabilis ingår i släktet Salpis och familjen mätare. Inga underarter finns listade.